# Антчак, Здзислав
Здзислав Антчак (пол. Zdzisław Antczak; 20 ноября 1947, Милковице, Нижнесилезское воеводство — 28 февраля 2019, Польша) — польский гандболист, правый крайний. Выступал за сборную Польши по гандболу в 1969—1976 годах, бронзовый призёр летних Олимпийских игр в Монреале.

## Биография
Здзислав Антчак родился 20 ноября 1947 года в деревне Милковице Легницкого повята, Польша.
Начинал карьеру гандболиста в 1960 году в составе клуба «Островия» из города Острув-Велькопольски, где отыграл в течение семи сезонов. В 1967 году перешёл в «Слёнск Вроцлав», с которым в общей сложности шесть раз становился чемпионом Польши и дважды выигрывал Кубок Польши. В это время зарекомендовал себя одним из лучших правых крайних в стране.
Впервые заявил о себе на международном уровне в сезоне 1972 года, когда вошёл в основной состав польской национальной сборной и благодаря череде удачных выступлений удостоился права защищать честь страны на летних Олимпийских играх в Мюнхене. На предварительном этапе поляки сыграли вничью с Швецией, выиграли у Дании и проиграли СССР, расположившись в своей группе лишь на третьей позиции. В утешительных встречах взяли верх над Исландией, но уступили Норвегии. Таким образом, заняли в итоговом протоколе соревнований 10 место.
В 1974 году Антчак выступил на чемпионате мира в Восточной Германии, не смог попасть здесь в число призёров, став со своей командой четвёртым, но был признан лучшим правым крайним турнира.
Находясь в числе лидеров гандбольной команды Польши, благополучно прошёл отбор на Олимпийские игры 1976 года в Монреале. На сей раз польские игроки заняли второе место в своей группе, выиграв у Венгрии, Чехословакии и США, но проиграв Румынии. В матче за третье место со счётом 21:18 обыграли Западную Германию и тем самым завоевали бронзовые олимпийские медали. По итогам сезона Антчак был удостоен почётного звания «Заслуженный мастер спорта Польши» и награждён бронзовой медалью «За выдающиеся спортивные достижения».
В общей сложности Здзислав Антчак сыграл за сборную Польши на международной арене в 81 матче, забросив при этом 156 мячей.
В 1977—1982 годах являлся игроком бельгийского клуба «Мехелен», с которым становился чемпионом Бельгии.
Окончил Университет физического воспитания во Вроцлаве.
За выдающиеся спортивные достижения в 1993 году Польской федерацией гандбола был награждён Алмазным значком.
Умер в результате тяжёлой болезни 28 февраля 2019 года в возрасте 71 года.